# 三重県議会
三重県議会（みえけんぎかい、英: Mie Prefecture Assembly）は、三重県に設置されている地方議会である。

## 概要
任期は4年。議会解散が実施されれば任期満了前であっても議員任期は終了する。
経費削減、自治体の合併や人口減などの理由により定数は減少傾向にある。2015年（平成27年）以降に実施の一般選挙より定数を45とすることが決定していた が、後述する理由により51に戻された。議員の選出は中選挙区制と小選挙区制を実施。
2021年5月12日、2023年に実施予定の次回選挙より、定数を48にする案が可決した。

### 事務局
議会事務を担当する事務局が設置されている。
- 総務課 - 総務グループ・秘書グループ
- 議事課 - 議事グループ・委員会グループ
- 企画法務課 - 企画広聴・法務グループ・調査グループ

### 議会図書室
三重県議会議事堂1階にあり、地下1階に書庫を有する延床面積453平方メートルの図書室である。事務局職員と県執行部職員が主に利用し、県議会議員の利用は全体の約9%である。貸し出し比率は事務局職員72%、議員16%、執行部職員9%。一般市民の利用も可能、資料の貸し出し不可。

## 歴史
- 1879年（明治12年）4月28日 - 第一回通常県会が開会[5]。最初に処理した案件は議員番号の決定と組合幹事の選出であった[5]。当時、三重県庁舎内に議場がなかったため、津の願王寺を借用して仮議場とした[6]。当時の県会の特色として、農民の利益の擁護と支出抑制が挙げられる[7]。
- 1943年（昭和18年）10月5日 - 三重県議会副議長の福島吉三郎が関釜連絡船「崑崙丸」に乗船中、同船が雷撃を受けて沈没、死亡した[8]。
- 1948年（昭和23年）10月1日 - 三重県議会図書室規定が制定され、「三重県議会図書室」が設置された[3]。
- 1971年（昭和46年）7月7日 - 県域テレビ局の三重テレビにより県議会中継を開始。これにより議員の出席率が向上したというエピソードが残っている。1990年（平成2年）12月、新しい議事堂が完成した[3]。2008年（平成20年）から従来の年4回開かれていた定例会が年2回（2〜6月と9〜12月）になった。

## 三重県議会の定数問題
三重県議会は前述のとおり平成27年以降に行われる選挙においては定数を45にすると条例で定められていた が、そのあとも一票の格差を尊重する定数45派と、削減された南部の議員を中心とした定数51派のあいだで議論されてきた。
2018年2月定例議会に51派の中から議員定数を51にする条例案が提出され3月に可決。
定数48にする折衷案も水面下で議論されてきたが頓挫し、最終的には45派の中から定数を45に戻す条例案が6月定例議会に提出されるが否決された。
またこの問題により第1会派の新政みえ、第2会派の自由民主党県議団ともに意見の食い違いから分裂、脱退者が出た。
2021年5月12日、定数を48にする案が可決した。

## 会派
旧民進党系の新政みえが第一会派。岩手県議会とともに旧民進党系会派が第一会派を占める数少ない都道府県議会の一つである。
2018年3月の議員定数削減問題の際に、自由民主党県議団から、定数51議席を維持するべきと主張する議員が新会派「自民党」を立ち上げて分裂、従来からの自民党系会派「鷹山」を含め3つの会派に分かれていたが、2021年7月に「自由民主党県議団」と「自民党」が合流し、新会派「自由民主党」を発足させ、現在は県議会第2党になっている。
なお、「鷹山」は2019年5月に「能動」・「大志」の2会派が合流し、新会派の「草莽」となった。
| 会派名                       | 議員数 | 所属党派                         | 女性議員数 | 女性議員の比率(%) |
| ---------------------------- | ------ | -------------------------------- | ---------- | ----------------- |
| 新政みえ                     | 21     | 立憲民主党4・新政みえ7・無所属10 | 3          | 14.3              |
| 自由民主党                   | 19     | 自由民主党                       | 1          | 26.3              |
| 草莽                         | 4      | 自由民主党2・無所属2             | 1          | 25.0              |
| 公明党                       | 2      | 公明党                           | 0          | 0                 |
| 草の根運動いが               | 1      | 草の根運動いが                   | 0          | 0                 |
| 日本共産党                   | 1      | 日本共産党                       | 1          | 100.0             |
| 計                           | 48     |                                  | 6          | 12.5              |
| 2023年（令和5年）4月30日現在 |        |                                  |            |                   |

## 選挙区
前述した定数問題の参考のために、定数51と平成26年に可決した定数45改正案、令和3年5月に可決した定数48改正案の選挙区を記載する。
| 選挙区                 | 市町                             | 定数51 | 定数45(定数の増減) | 定数48(定数の増減)                    |
| ---------------------- | -------------------------------- | ------ | ------------------ | ------------------------------------- |
| 津市選挙区             | 津市                             | 7      | 7                  | 7                                     |
| 四日市市選挙区         | 四日市市                         | 7      | 7                  | 7                                     |
| 松阪市選挙区           | 松阪市                           | 4      | 4                  | 4                                     |
| 桑名市・桑名郡選挙区   | 桑名市・木曽岬町                 | 4      | 4                  | 4                                     |
| 鈴鹿市選挙区           | 鈴鹿市                           | 4      | 4                  | 4                                     |
| 名張市選挙区           | 名張市                           | 2      | 2                  | 2                                     |
| 亀山市選挙区           | 亀山市                           | 1      | 1                  | 1                                     |
| 伊勢市選挙区           | 伊勢市                           | 4      | 3(-1)              | 4(合区して -1)                        |
| 鳥羽市選挙区           | 鳥羽市                           | 1      | 2(合区して -1)     | 4(合区して -1)                        |
| 志摩市選挙区           | 志摩市                           | 2      | 2(合区して -1)     | 2                                     |
| 尾鷲市・北牟婁郡選挙区 | 尾鷲市・紀北町                   | 2      | 1(-1)              | 3(合区して -1) 「東紀州選挙区」に改称 |
| 熊野市・南牟婁郡選挙区 | 熊野市・御浜町・紀宝町           | 2      | 1(-1)              | 3(合区して -1) 「東紀州選挙区」に改称 |
| いなべ市・員弁郡選挙区 | いなべ市・東員町                 | 2      | 2                  | 2                                     |
| 伊賀市選挙区           | 伊賀市                           | 3      | 3                  | 2(-1)                                 |
| 三重郡選挙区           | 菰野町・朝日町・川越町           | 2      | 2                  | 2                                     |
| 多気郡選挙区           | 多気町・明和町・大台町           | 2      | 1(-1)              | 2                                     |
| 度会郡選挙区           | 玉城町・度会町・大紀町・南伊勢町 | 2      | 1(-1)              | 2                                     |
| 計                     |                                  | 51     | 45(-6)             | 48(-3)                                |

## 役員・委員会

### 正副議長
- 議長 - 稲垣昭義（新政みえ）
- 副議長 - 小林正人（自由民主党）

## 選挙
- 2015年（平成27年）4月12日 - 2015年三重県議会議員選挙（第18回統一地方選挙）
- 2019年（平成31年）4月07日 - 2019年三重県議会議員選挙（第19回統一地方選挙）
- 2023年（令和05年）4月09日 - 2023年三重県議会議員選挙（第20回統一地方選挙）

### 選挙結果
| 第17回 2011年（平成23年）4月10日施行 |        |      |      |    |
|                                      | 政党   | 公認 | 推薦 | 計 |
| 与党                                 | 自民   | 19   | 2    | 21 |
| 与党                                 | 公明   | 2    | 0    | 2  |
| 与党                                 | みんな | 1    | 0    | 1  |
| 野党                                 | みえ   | 3    | 10   | 13 |
| 野党                                 | 民主   | 11   | 0    | 11 |
| 無所属                               | 無所属 | 3    | -    | 3  |
| 計                                   | 計     | 39   | 12   | 51 |

| 第16回 2007年（平成19年）4月8日施行 |        |      |      |    |
|                                     | 政党   | 公認 | 推薦 | 計 |
| 与党                                | 自民   | 18   | 2    | 20 |
| 与党                                | みえ   | 4    | 15   | 19 |
| 与党                                | 民主   | 5    | 0    | 5  |
| 与党                                | 公明   | 2    | 0    | 2  |
| 野党                                | 共産   | 2    | 0    | 2  |
| 無所属                              | 無所属 | 3    | -    | 3  |
| 計                                  | 計     | 34   | 17   | 51 |

| 第15回 2003年（平成15年）4月13日施行 |        |      |      |    |
|                                      | 政党   | 公認 | 推薦 | 計 |
| 与党                                 | 自民   | 18   | 5    | 23 |
| 与党                                 | 民主   | 0    | 15   | 15 |
| 与党                                 | 公明   | 1    | 0    | 1  |
| 無所属                               | 無所属 | 12   | -    | 12 |
| 計                                   | 計     | 31   | 20   | 51 |

## 議員報酬と諸手当
| 役職   | 報酬             | 期末手当         | 政務活動費      | 合計支給額        |
| ------ | ---------------- | ---------------- | --------------- | ----------------- |
| 議長   | 月額 102万0000円 | 年間 495万4650円 | 月額 18万0000円 | 年間 1935万4650円 |
| 副議長 | 月額 90万0000円  | 年間 473万1750円 | 月額 18万0000円 | 年間 1769万1750円 |
| 議員   | 月額 83万0000円  | 年間 403万1725円 | 月額 18万0000円 | 年間 1615万1725円 |

- 「三重県議会議員の議員報酬、費用弁償及び期末手当に関する条例」により規定[18][19]。
- 「三重県政務活動費の交付に関する条例」第3条、第4条 議員個人とは別に会派毎に、一か月当たり、15万円に当該会派の所属議員数を乗じて得た額とする。（一部抜き書き）により規定[20]。

## 主な県議会議員出身者
| 現職 - 下野幸助（衆議院議員） - 中川康洋（衆議院議員） - 山本佐知子（参議院議員） - 小島智子（参議院議員） 元職 - 野呂恭一（元衆議院議員、51代三重県議会議長） - 田村稔（田村元の父、元衆議院議員） - 藤波孝生（元衆議院議員） - 片岡恒一（元衆議院議員） - 森本哲生（元衆議院議員） - 藤田大助（元衆議院議員） - 金森正（元衆議院議員） - 石井智（元衆議院議員） - 松田直久（元衆議院議員、元津市長） - 水谷力（元参議院議員、元桑名市長・水谷元の父） - 芝博一（元参議院議員） - 中川正春（元衆議院議員） - 石原正敬（元衆議院議員、元菰野町長） | 現職 - 末松則子（鈴鹿市長） - 櫻井義之（亀山市長、第101代県議会副議長） - 北川裕之（名張市長） - 稲森稔尚（伊賀市長） - 竹上真人（松阪市長） - 中村欣一郎（鳥羽市長） - 水谷俊郎（東員町長） 元職 - 水谷元（元桑名市長） - 田中俊行（前四日市市長） - 衣斐賢譲（元鈴鹿市長） - 加藤栄（元鈴鹿市長） - 川岸光男（元鈴鹿市長） - 亀井利克（前名張市長） - 梅川文男（元松阪市長） - 山中光茂（前松阪市長） - 森下隆生（元伊勢市長） - 木田久主一（前鳥羽市長） - 中村幸吉（初代鳥羽市長） |  |

### その他
- 藤田正美（藤田大助の父、99代三重県議会議長）
- 末松充生（鈴鹿市長・末松則子の父、第90代三重県議会議長）
- 北川正恭（元三重県知事・元衆議院議員）

## 不祥事
県議による一般市民の住所無断公開
2021年4月、三重県議会の小林貴虎県議（自民党県議団）が、自身にパートナーシップ制度などに関して公開質問状を送ってきた伊賀市の男性カップルの氏名と住所を無断でブログに公開した。小林貴虎県議はTwitterに「地方のパートナーシップ制度は国を追い込むための戦略」などと投稿していた。三重県議会は、都道府県レベルでは初となる、性的指向や性自認を第三者に暴露するアウティングとカミングアウトの強制を禁止する条例案を全会一致で3月に可決したばかりだった。